# Thevur
Thevur es una ciudad y nagar Panchayat situada en el distrito de Salem en el estado de Tamil Nadu (India). Su población es de 8548 habitantes (2011).

## Demografía
Según el censo de 2011 la población de Thevur era de 8548 habitantes, de los cuales 4415 eran hombres y 4133 eran mujeres. Thevur tiene una tasa media de alfabetización del 65,80%, inferior a la media estatal del 80,09%: la alfabetización masculina es del 76,66%, y la alfabetización femenina del 54,29%.